# 牛宜顺
牛宜顺（1955年1月—），山东兖州人，中华人民共和国企业家，华勤橡胶工业集团董事长。2018年被评为改革开放40年百名杰出民营企业家。

## 生平
牛宜顺是山东省兖州市新兖镇小马青村人。1982年加入中国共产党。